# حسن‌نوران
حسن‌نوران، روستایی از توابع بخش مرکزی شهرستان اشنویه در استان آذربایجان غربی ایران است.

## جمعیت
این روستا در دهستان اشنویه شمالی قرار دارد و براساس سرشماری مرکز آمار ایران در سال ۱۳۸۵، جمعیت آن ۶۱۴ نفر (۱۳۱ خانوار) بوده‌است.